# پلایومتریک

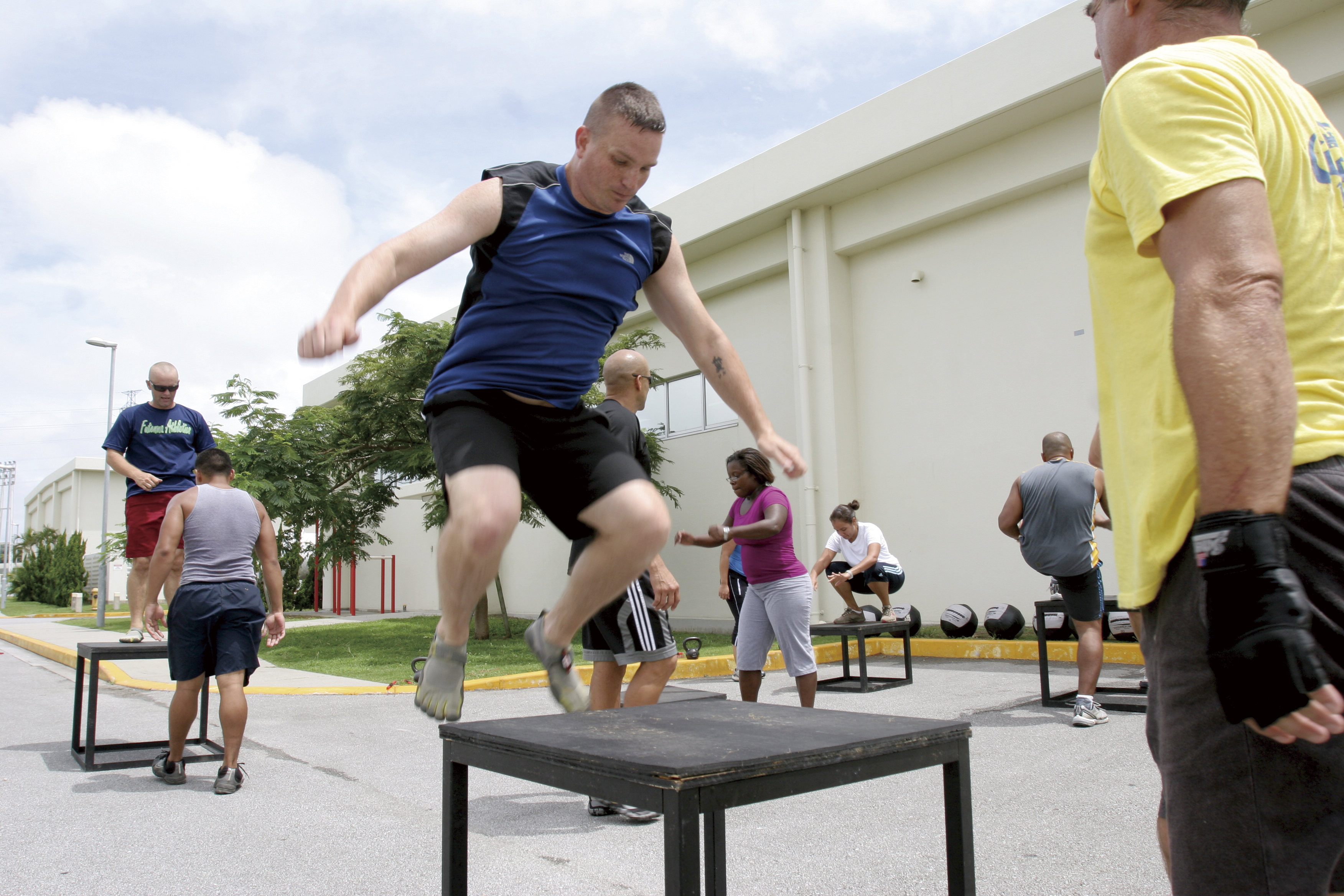
تنی چند از ورزشکار پلیومتریک در امریکا - ۲۰۱۰

پلیومتریک (به انگلیسی: Plyometrics) نوعی از تمرین‌های ورزشی بر پایه حرکات سرعتی، قدرتی و بهبود عملکرد سامانه عصبی-عضلانی است که معمولاً به‌منظور افزایش کارایی در یک رشته ورزشی خاص انجام می‌پذیرد. مربیان ورزشی برای پرورش توان انفجاری ورزشکاران، شیوه پلایومتریک را به‌کار می‌گیرند که عامل مهمی در برتری آنان در رشته‌های مختلف به‌شمار می‌آید.
واژه پلایومتریک از دو بخش «پلایو» به معنای طولانی‌تر و گسترده‌تر و «متریک» به معنی اندازه‌گیری و ارزیابی تشکیل شده‌است.

## چگونگی عملکرد
در این تمرینات از ویژگی‌های واکنشی عضله در تغییر سریع از کار مغلوب (منفی) به کار غالب (مثبت) استفاده می‌شود. پایه این تمرینات را چرخه کشش - انقباض شکل می‌دهد و کلید فعال‌سازی این چرخه، کشش عضلات است. افزایش توان خروجی از دو راه انجام می‌پذیرد:
- کشش سریع عضله که موجب فعال شدن بازتاب کششی می‌شود.
- آزاد شدن انرژی ذخیره‌شده در اجزای الاستیک عضله که بر انقباض درون‌گرا می‌افزاید.

## تاریخچه
برای نخستین بار در شوروی پیشین، یک مربی دو و میدانی به نام یوری ورخوشانسکی (Yuri Verkhoshansky)، که به ملقب به پدر تمرینات پلایومتریک است، به این نکته پی برد که با استفاده از چرخه کششی انقباضی عضلات می‌توان ورزشکاران را به روشی تمرین داد تا توان انفجاری عضلات در آنها افزایش پیدا کرند.
بنابراین، ورزشکاران رشته‌های دو و میدانی نخستین گروهی بودند که به کمک این شیوه به موفقیت‌های زیادی دست یافتند. از سال ۱۹۷۵ پلایومتریک در آمریکا نیز مورد استفاده قرار گرفت.

## گونه‌های مختلف تمرینات پلایومتریک
- پرش‌های درجا
- پرش‌های ایستاده
- پرش‌های چندگانه (پرش  طرف، پرش به عقب و جلو)
- پریدن (جهش)
- تمرینات جعبه
- تمرینات با توپ پزشکی
- پرش‌های عمقی